# أشوك كومار رنا
أشوك كومار رنا هو سياسي هندي، ولد في 1960. نشط حزبياً في حزب بهاراتيا جاناتا. وقد انتخب عضو الجمعية التشريعية في أتر برديش ‏.